# 日本とトルクメニスタンの関係
日本とトルクメニスタンの関係（ロシア語: Японо-туркменские отношения、英語: Japan–Turkmenistan relations） では、日本とトルクメニスタンの関係について概説する。

## 両国の比較
|             | トルクメニスタン            | 日本                           | 両国の差                          |
| ----------- | --------------------------- | ------------------------------ | --------------------------------- |
| 人口        | 594万2089人（2019年）       | 1億2626万人（2019年）          | 日本はトルクメニスタンの約22.4倍  |
| 国土面積    | 48万8000km²                 | 37万7972 km²                   | トルクメニスタンは日本の約1.3倍   |
| 首都        | アシガバード                | 東京都                         |                                   |
| 最大都市    | アシガバード                | 東京都区部                     |                                   |
| 政体        | 共和制                      | （民主制）議院内閣制           |                                   |
| 公用語      | トルクメン語 ロシア語       | 日本語（事実上）               |                                   |
| 国教        | なし                        | なし                           |                                   |
| GDP（名目） | 407億6114万米ドル（2018年） | 5兆819億6954万米ドル（2019年） | 日本はトルクメニスタンの約124.7倍 |
| 地図        |                             |                                |                                   |

## 歴史
トルクメニスタンは1991年にソビエト連邦から独立して以来、2006年に急死するまでサパルムラト・ニヤゾフが大統領を務めた。ニヤゾフ大統領はトルクメニスタンの独立や近代化を果たしたものの極端な個人崇拝に基づいた独裁的な政治によって、世界で最も権威主義的で抑圧する独裁者として国外で非難されていた。あえてトルクメニスタンでは、自国民の保護を名目に鎖国的な政策を取ってほとんどの観光客や海外メディアを受け付けなかった。これらの理由により、トルクメニスタンは「中央アジアの北朝鮮」とも呼ばれる。
日本は1991年に独立したトルクメニスタンを同年12月28日に国家承認し、翌1992年の4月22日に外交関係が成立した。大使館設置は少し遅れ、2005年1月1日にアシガバードに在トルクメニスタン日本国大使館（当初は兼勤駐在官事務所）が開設、2013年5月に駐日トルクメニスタン大使館が東京に開設された。民間の交流は薄いのが現状である。トルクメニスタンの在留邦人も2021年時点で32人、在日トルクメニスタン人も38人に留まっている。

## 要人往来

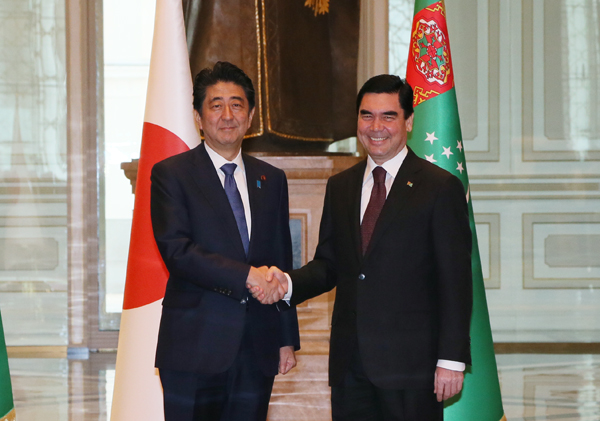
アシガバートを訪問し、ベルディムハメドフと握手する安倍晋三（2015年10月23日）

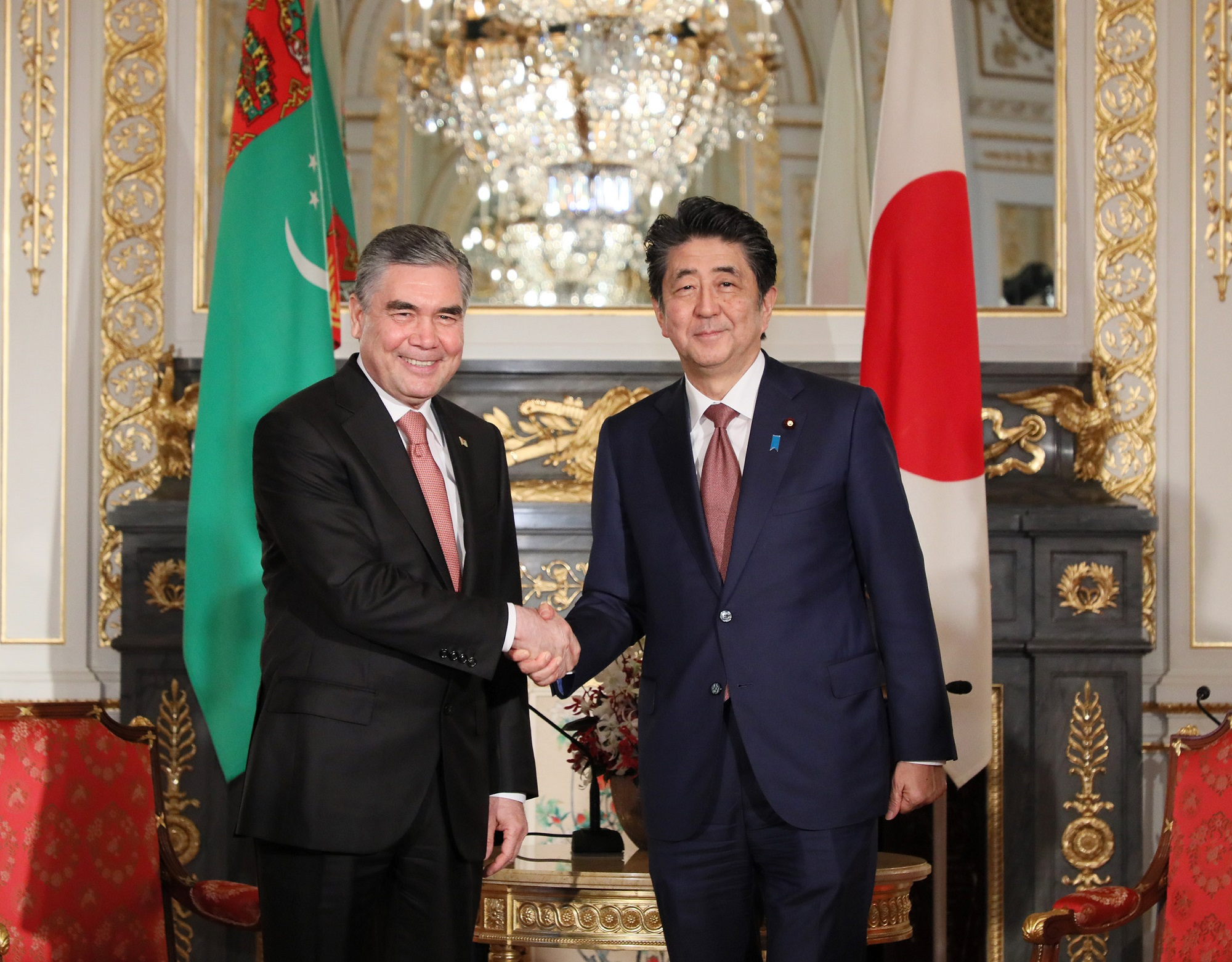
迎賓館赤坂離宮にて安倍晋三と握手するベルディムハメドフ（2019年10月23日）

第二代トルクメニスタン大統領であるグルバングル・ベルディムハメドフが就任して以降、ベルディムハメドフ大統領は独裁的であったニヤゾフ前政権政策からの脱却を進めており、要人往来も活発に行われている。2009年には日本政府の招待によって、ベルディムハメドフ大統領がトルクメニスタン大統領として初訪日すると、当時内閣総理大臣であった鳩山由紀夫首相と首脳会談を行い、両国間では初の共同声明となる「日本国とトルクメニスタンとの間の友好、パートナーシップ及び協力の一層の発展に関する共同声明」を発表している。その後、ベルディムハメドフ大統領は2013年にも訪日して当時の安倍晋三首相と首脳会談を開催し、経済や科学技術における交流のさらなる深化の為、前回の共同声明より一歩踏み込んだ「新たなパートナーシップに関する共同声明」に署名している。その際には同時に、技術協力協定など複数の協力や支援に関する署名も行われた。2019年には徳仁天皇の即位の礼に際して、2022年には故安倍晋三国葬儀への出席のためベルディムハメドフは日本を訪れている。2025年、大阪・関西万博ナショナル・デー行事出席のためグルバングル・ベルディムハメドフ元大統領（現・人民評議会議長）の息子であるセルダル・ベルディムハメドフ大統領が来日した。
一方で、日本は2015年に安倍首相が内閣総理大臣として初めてトルクメニスタンを訪問し、経済や科学技術に加え文化面での交流も促進する意向が表明されたほか、北朝鮮核問題といった地域課題についての意見も交わされるなど、外交的な繋がりは2010年代以降強まりつつある。またトルクメニスタンは日本政府が主導する「中央アジア＋日本」対話の参加国であり、より広域的な枠組みでも結びつきは増えている。

## 経済と開発援助
トルクメニスタンは天然ガスの産出国でもあり、中国やインド、パキスタン、トルコなどへの天然ガス輸出と綿花生産を基盤として高い経済成長率を誇り、地政学的にも重要な位置にある。日本は独立以来継続的な援助を行っており、2018年までの累計援助額は60億円を超えている。特にニヤゾフ前政権時代には独裁的政策の一つとして、医療機関や教育施設の削減が行われており、ゆえにトルクメニスタンは教育面や医療面に幾つかの課題を抱えている事から日本はこの部分を重点的に支援している。そのほか、1993年から研修生の受け入れ、中央アジアでは貴重な水資源の持続的利用に関する援助、砂漠化防止に関する援助、首都アシガバード地域での地震リスク評価に関する援助なども行われている。トルクメニスタンにとって、日本はアメリカ合衆国やドイツ、イギリスなどに次ぐ主要援助国である。

## 文化
小規模ではあるが文化的交流も行われており、その代表は教育面での交流である。英語をはじめとする12の言語専攻を置くアザディ名称世界言語大学では日本語学科が2007年から設けられており、2016年に他の6大学で日本語教育が開始されるまではトルクメニスタン唯一の日本語教育機関であった。それ以前の2004年には、トルクメニスタン国立図書館へ2040万円分の視聴覚器材が日本から提供されている。

## 外交使節

### 駐日トルクメニスタン大使
1. グルバンマンメト・エリャソフ（ロシア語版）（元保健・医療産業省長官、2013～2022年、信任状捧呈は11月7日[20]）
  - （臨時代理大使）グルバンムハメド・アマンリエフ（2022年）
2. アタドゥルディ・バイラモフ（2022年～、信任状捧呈は10月28日[21]）